# Ballonflyvning
|  | Sammenskrivningsforslag Artiklen Ballonflyvning er foreslået føjet ind i Ballon. (Siden november 2017) Diskutér forslaget Kort begrundelse: Artiklen Ballon omfatter i forvejen ballonflyvning og ikke bare ballonen i sig selv. Alternativt kunne man flytte materiale herover, men da det alligevel er svært at skelne, er det nok bedre med en sammenskrivning. |

I ballonflyvning konkurreres der i forskellige former for præcisionsflyvning. Det årlige danmarksmesterskab tiltrækker normalt 15-20 deltagere. Derudover registreres der rekorder i højde- varigheds og længderekorder.
En ballon koster i omegnen af 200.000 – 250.000,- kr. For at måtte flyve skal man gennemgå en uddannelse som ballonskipper hos Dansk Ballonskipperunion. 

## Organisering
I Danmark organiseres sporten af Dansk Ballonunion.

## Eksterne kilder
- Wikimedia Commons har flere filer relateret til Ballonflyvning
- Dansk Ballonunion